# Tsendiin Damdin

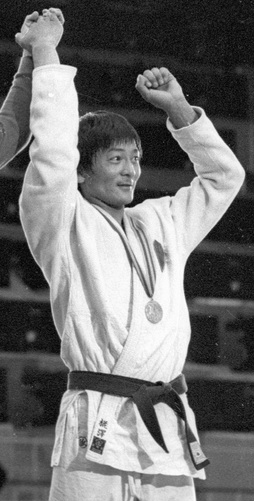
Silbermedaillengewinner Tsendiin Damdin bei den Olympischen Spielen 1980

Tsendiin Damdin (mongolisch Цэндийн Дамдин; * 31. März 1957 in Binder, Chentii-Aimag; † 22. Februar 2018) war ein mongolischer Judoka.
Der 1,69 m große Tsendiin Damdin trat bei den Olympischen Spielen 1980 in Moskau im Halbleichtgewicht (bis 65 Kilogramm) an. Er besiegte zunächst Daniel François Fyfer aus Simbabwe durch Ippon, dann den Franzosen Yves Delvingt durch eine Yuko-Wertung und im Viertelfinale den Schweden Wolfgang Biedron durch eine Koka-Wertung. Im Halbfinale bezwang der Mongole den Polen Janusz Pawłowski ebenfalls mit einer Koka-Wertung. Im Finale traf er auf den sowjetischen Judoka Nikolai Soloduchin, Soloduchin gewann durch eine Koka-Wertung.
Bei den Judo-Weltmeisterschaften 1981 und 1983 absolvierte Tsendiin Damdin, jeweils im Leichtgewicht startend, insgesamt vier Kämpfe, von denen er nur einen gewann. Beide Male schied er frühzeitig aus. 1983 gewann er im bulgarischen Lowetsch ein internationales Turnier. 1985 belegte er im Halbmittelgewicht bei einem Turnier in Prag den dritten Platz.